# Ottone Orseolo
Ottone Orseolo (* 993 in Venedig; † Frühjahr 1032 auf dem Rückweg von Konstantinopel nach Venedig) war, folgt man der sogenannten venezianischen Tradition, also der seit dem 14. Jahrhundert zunehmend staatlich gesteuerten Geschichtsschreibung der Republik Venedig, ihr 27. Doge. Er regierte von 1009 bis 1026 und starb in der Verbannung. In den zeitlich näheren Quellen erscheint er als Otto oder Otho, ergänzt durch verschiedene Varianten von Ursiollo; sein Taufname war Petrus, bzw. Piero. Die Kenntnisse über die venezianische Geschichte sind ab diesem Dogen wieder wesentlich geringer als zuvor, da im Jahr vor seiner Wahl die Istoria Veneticorum des Johannes Diaconus abbricht, die als bei Weitem wichtigste erzählende Quelle zur frühen Geschichte der Stadt gilt.

## Einordnung in den historischen Zusammenhang
Heiratsallianzen und die Besetzung von hohen Kirchenpositionen waren ein Kennzeichen der Politik der Orseolo, die eine Art Erbmonarchie anstrebten. Diese Familienpolitik griff bis in beide Kaiserreiche aus, genauso aber in die benachbarten Herrscherhäuser. 1011 heiratete Ottone eine Tochter des Königs von Ungarn. Darüber hinaus besetzte die Familie den Sitz des Patriarchen von Grado und des Bistums Torcello und damit zwei der bedeutendsten Kirchenämter. Die Wiederherstellung der Autorität Venedigs in Dalmatien gelang in Abstimmung mit Konstantinopel ebenfalls.
Das westliche Kaiserreich hingegen unterstützte den Patriarchen von Aquileia Poppo. Dieser versuchte, sich das Patriarchat Grado unterzuordnen, indem er es zu seinem Suffraganbistum machte. Dies bedrohte sowohl die Machtstellung Venedigs, als auch die der Orseolo, denn Orso Orseolo war dort Patriarch. Als Ottone in Folge eines Volksaufstands, den die Flabanico und die Gradenigo wohl angefeuert hatten, vertrieben wurde, übernahm sein Bruder Orso, obwohl Kleriker, als eine Art Vizedoge das Amt. Venedig rief Ottone Orseolo zurück, dem die Rückeroberung des von Poppo bereits besetzten Grado gelang. 
Es drohte nun eine Ausweitung des Konflikts auf das Römisch-deutsche Reich und bis nach Rom. Unter Führung des Domenico Flabanico bemächtigte sich eine Gruppe von Aufständischen des Dogen und verjagte ihn aus Venedig. An seine Stelle trat 1026 als Doge Pietro Centranico, eine „Kreatur“ des Domenico Flabanico. Ottone ging ins Exil nach Konstantinopel, doch war seine Familie damit keineswegs entmachtet.
In Konstantinopel starb zwar 1028 der Kaiser, der der Schwiegervater des älteren Bruders von Ottone, nämlich von Giovanni (Johannes) gewesen war, doch blieb, auch wenn dieser gleichfalls längst verstorben war, die Partei der Orseolo weiterhin einflussreich.
Die Unfähigkeit Centranicos, ein Mittel gegen die Unruhe in Dalmatien und gegen den Patriarchen Poppo zu finden, der mit Rückendeckung Konrads II. den Handel der Venezianer schädigte, führte schließlich zu seinem Sturz. Der Patriarch Orso Orseolo übernahm die Regentschaft und ließ Ottone aus Konstantinopel zurückrufen. Doch starb dieser auf der Rückreise (?) im Frühjahr 1032.
Am Ende übernahm Domenico Flabanico noch im selben Jahr die Macht. Ihm gelang es 1040, die Erbmonarchie in Venedig endgültig auszuschließen, womit in Venedig eine neue Epoche der Verfassungsentwicklung begann.

## Familie
Ottone Orseolo gehörte zu einer einflussreichen tribunizischen Familie, die mit seinem Vater Pietro II. Orseolo und Pietro I. bereits zwei Dogen gestellt hatte. Mit gerade einmal 12 Jahren wurde er mit Erlaubnis der Volksversammlung zum Mitdogen erhoben, nachdem sein älterer Bruder Giovanni (Johannes) mitsamt seiner Familie an der Pest („pestilencia“) gestorben war. Seine Brüder Orso und Vitale bekleideten als Bischof von Torcello und Patriarch von Grado die höchsten geistlichen Ämter.

## Herkunft und Heiratspolitik

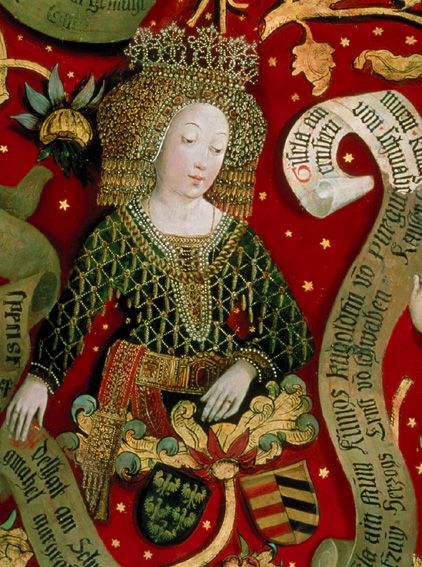
Hans Part: Markgräfin Adelheid (Frowiza), Tochter des Dogen und Schwester des Königs Peter von Ungarn, Babenberger-Stammbaum, Stift Klosterneuburg, zwischen 1489 und 1492

Ottone war eines von neun Kindern des Dogen Pietro II. Orseolo und seiner Frau Maria, Tochter des Dogen Vitale Candiano. Als drittgeborener Sohn wurde er im Alter von drei Jahren Patensohn Ottos III., des römisch-deutschen Kaisers. Verheiratet war er ab 1011, angeblich mit „Geiza“, einer Tochter des ungarischen Großfürsten Géza aus dem Geschlecht der Arpaden. Durch seine Heirat wurde er zum Schwager von Stephan I., des ungarischen Königs und Heiligen. Der Sohn Ottones und seiner ungarischen Frau, Pietro Orseolo, wurde von Stephan zu seinem Nachfolger als König bestimmt (in der deutschsprachigen Historiographie „Peter Orseolo“). Er regierte Ungarn von 1038 bis 1041 und, nach einer dreijährigen Unterbrechung, von 1044 bis 1046. Eine Tochter des venezianisch-ungarischen Paares namens Froiza, Froila oder Domenica, auch Frozza genannt, heiratete den Babenberger Markgrafen von Österreich, Adalbert.
Pietro II. Orseolo, der Vater und Vorgänger Ottones, unterhielt hervorragende Beziehungen zu beiden Kaiserreichen, die durch die Schaffung von Verwandtschaftsverhältnissen, durch Patenschaften und Ehen gefestigt wurden. Dazu wurde auch Ottone eingesetzt. Dessen Taufname war Piero (Petrus), doch im März 996 wurde er in Verona auf Veranlassung des zur Krönung nach Rom ziehenden Kaisers Otto III. gefirmt, wobei der Kaiser als Firmpate fungierte, dessen Namen der Firmling zugleich erhielt. Als Otto III. keine zwei Jahre später aus Anlass der Usurpation des römischen Patriziers Crescentius erneut gen Rom zog, sandte der Doge Pietro II. Orseolo auf kaiserlichen Wunsch seinen kaum fünfjährigen Sohn Ottone mit einem Prunkschiff und einer kleinen Flottille dem Firmpaten poaufwärts bis Ferrara entgegen. Die Flottille nahm den Kaiser und sein Gefolge auf und brachte ihn bis nach Ravenna, von wo Otto den jungen Dogensohn zurück nach Venedig schickte.
Im Jahr 1004 begleitete Ottone seinen ältesten Bruder Giovanni (Johannes), der bereits Mitdoge war, nach Konstantinopel. Johannes heiratete dort Maria, eine Tochter des Patricius Argiros, eines kaiserlichen Verwandten, der später selbst Kaiser wurde. Doch 1007 starben sowohl Johannes als auch Maria und ihr gemeinsamer Sohn Basilios in Venedig, wie es heißt, an der Pest. Da die beiden anderen Brüder Geistliche waren und daher für ein weltliches Amt wie das eines Dogen nicht mehr in Frage kamen, wurde Ottone nun seinerseits zum Mitdogen seines Vaters. Als dieser starb, wurde er selbst im Alter von 16 Jahren zum Dogen erhoben. Von Ottones vier Schwestern gingen drei ins Kloster, während Hicela (Icella) Stephan (Stjepan) heiratete, den Sohn des kroatischen Königs Svjetoslav.
Nicht ohne politisches Talent heiratete er 1011 eine Tochter des Königs von Ungarn und Schwester des später heiliggesprochenen Stephan. Sie starb allerdings 1026. Als 1018 der Patriarch von Grado, Vitale Candiano, nach fast fünfzigjähriger Amtszeit starb, erreichte die Familie, dass Ottones Bruder Orso, der bis dahin Bischof von Torcello gewesen war, Candiano im Amt folgte. Dieses Amt übernahm wiederum ein weiterer Bruder, nämlich Vitale, der kaum 20 Jahre alt war. Damit waren die höchsten Würden in der Hand der Orseolo.

## Das Dogenamt

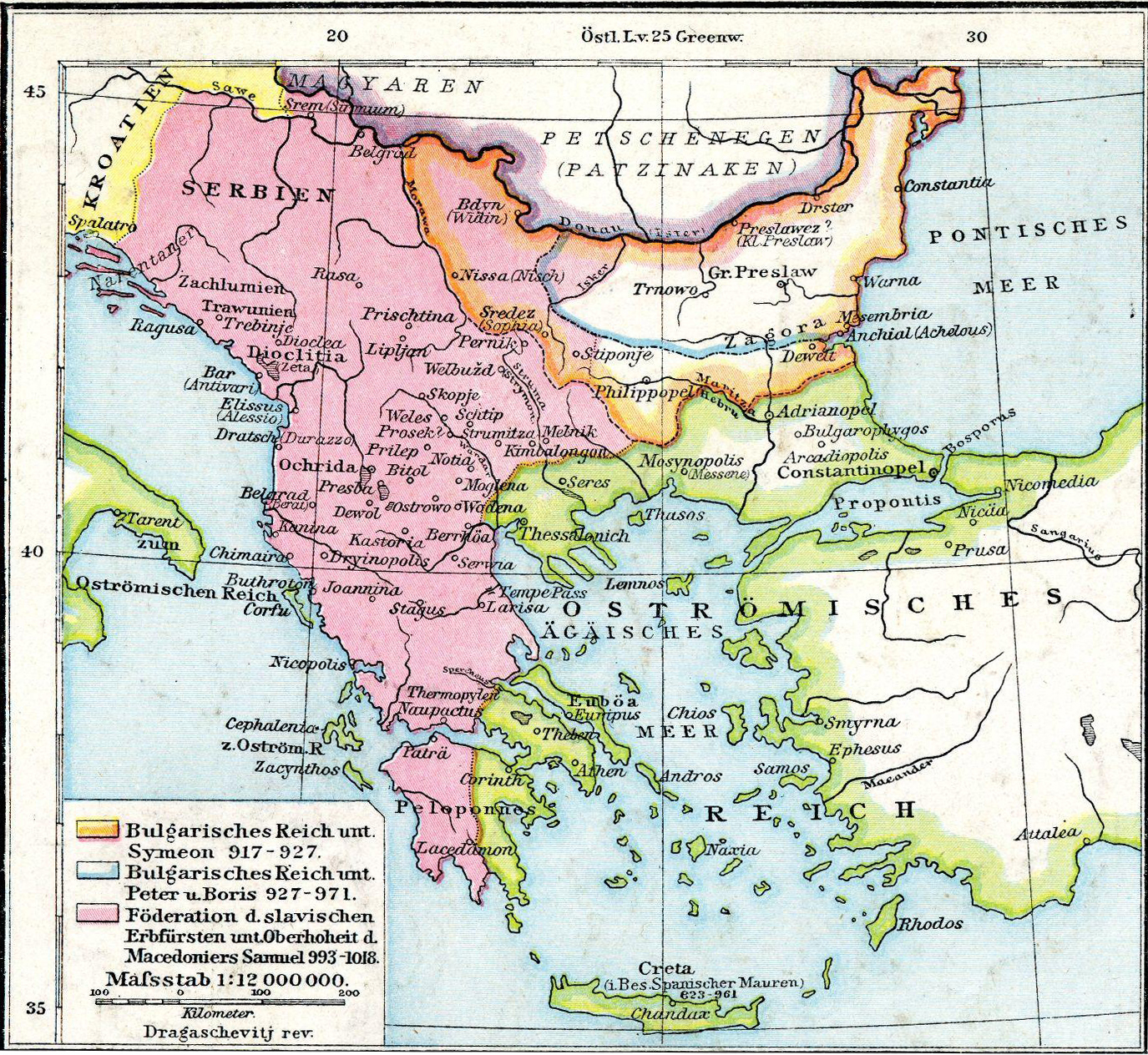
Machtverhältnisse auf dem Balkan und im Ägäisraum, hier vor allem in der Zeit des Zaren Samuel (um 993–1018)

Bis 1016 gelang es dem jungen Dogen, den Bischof von Adria zur Abtretung einiger Gebiete bei Loreo zu zwingen, und 1018 erreichte er sogar die Wiederherstellung der unsicheren Autorität Venedigs in Dalmatien. Dort agierten kroatische Flotten als Piraten und bedrängten die Städte, allen voran Zara. Durch das Aufbieten der venezianischen Flotte gelang ihm in Dalmatien ein ähnlicher Erfolg wie im Jahr 998 oder 1000 seinem Vater. Klerus, Prioren und Volk von Arbe, Veglia und Ossero leisteten Tribute, Zara, Spalato, Traù und Ragusa erneuerten ihre Treueide. Ebenfalls wie sein Vater handelte Ottone Orseolo in Abstimmung mit Konstantinopel, wo es Kaiser Basileios II. gelang, das Bulgarenreich unter Zar Samuel 1018 endgültig zu zerschlagen, und gleichzeitig Melus von Bari zu besiegen.
Hingegen kühlten sich die Beziehungen zum westlichen Kaiserreich ab. Dieses unterstützte im Gegenteil die Ambitionen des Patriarchen von Aquileia Poppo. Das Patriarchat Aquileia lag seit Jahrhunderten in Konflikt mit dem Patriarchat Grado, das Poppo versuchte wieder zu seinem Suffraganbistum zu machen. Dazu intervenierte er bei Papst Benedikt VIII. Poppos Vorgehen bedrohte nicht nur die Stellung Venedigs, sondern auch die gesicherte Machtposition der Orseolo, spätestens seit Orso dort Patriarch war.
Der Konflikt eskalierte, als Ottone aus Venedig vertrieben wurde. Dies wiederum war die Folge eines Volksaufstands, den die Flabanici und die Gradenigo wohl angefeuert hatten. Letztere waren dadurch brüskiert worden, dass der Doge die Wahl des 18-jährigen Domenico Gradenigo zum Bischof von Olivolo, dem späteren Castello im Osten Venedigs, hintertrieb. Ottone, dem sein Bruder Orso als eine Art Vizedoge folgte, erschien in Istrien auf Gradenser Gebiet, während Poppo die Gelegenheit nutzte, Grado zu besetzen und zu plündern. Venedig rief daraufhin den Orseolo zurück, dem die Rückeroberung von Grado gelang. Der Sieger ließ die Stadtmauer von Grado durch Eisentore verstärken.
Doch seine Rückkehr auf den Dogenstuhl war von kurzer Dauer, denn der Konflikt mit Poppo war keineswegs gelöst. Es drohte eine Ausweitung auf das Reich und bis nach Rom. Unter Führung des Domenico Flabanico bemächtigte sich eine Gruppe von Aufständischen des Dogen, ließ seinen Bart scheren und verjagte ihn aus Venedig. An seine Stelle trat 1026 als Doge Pietro Barbolano Centranico, auch Pietro Centranico genannt, eine „Kreatur“ des Domenico Flabianico. Ottone ging nach Konstantinopel, sein Sohn Pietro floh nach Ungarn an den dortigen Hof.

Das östliche Kaiserreich beim Tod Basileios' II. im Jahr 1025

Von weit reichender Bedeutung wurden die Veränderungen in Konstantinopel, wo 1028 Romanos III. Argyros den Thron bestieg, der der Schwiegervater des älteren Bruders von Ottone, von Giovanni (Johannes) gewesen war. Dadurch wurde, auch wenn Tochter und Schwiegersohn des neuen Kaisers längst verstorben waren, die Partei der Orseolo gestärkt. Die Unfähigkeit Centranicos, ein Mittel gegen die Unruhe in Dalmatien und die Feindseligkeiten des Patriarchen Poppo zu finden, der mit Rückendeckung Konrads II. den Handel der Venezianer schädigte, führte zu einem erneuten Umsturz. Der neue Doge wurde von den Anhängern Orseolos aber schon 1031 wieder gestürzt. Auch ihm wurde der Bart geschoren und er musste seinem Vorgänger nach Konstantinopel ins Exil folgen. Orso übernahm die Regentschaft und ließ Ottone aus Konstantinopel zurückrufen, doch nun starb dieser auf der Rückreise von Konstantinopel im Frühjahr 1032.
Die Orseolo setzten sogleich Domenico Orseolo als neuen Dogen ein. Der Arengo, die Volksversammlung, zwang ihn jedoch, nach nur einem Tag als Doge, Venedig zu verlassen.

## Rezeption

### Bis gegen Ende der Republik Venedig

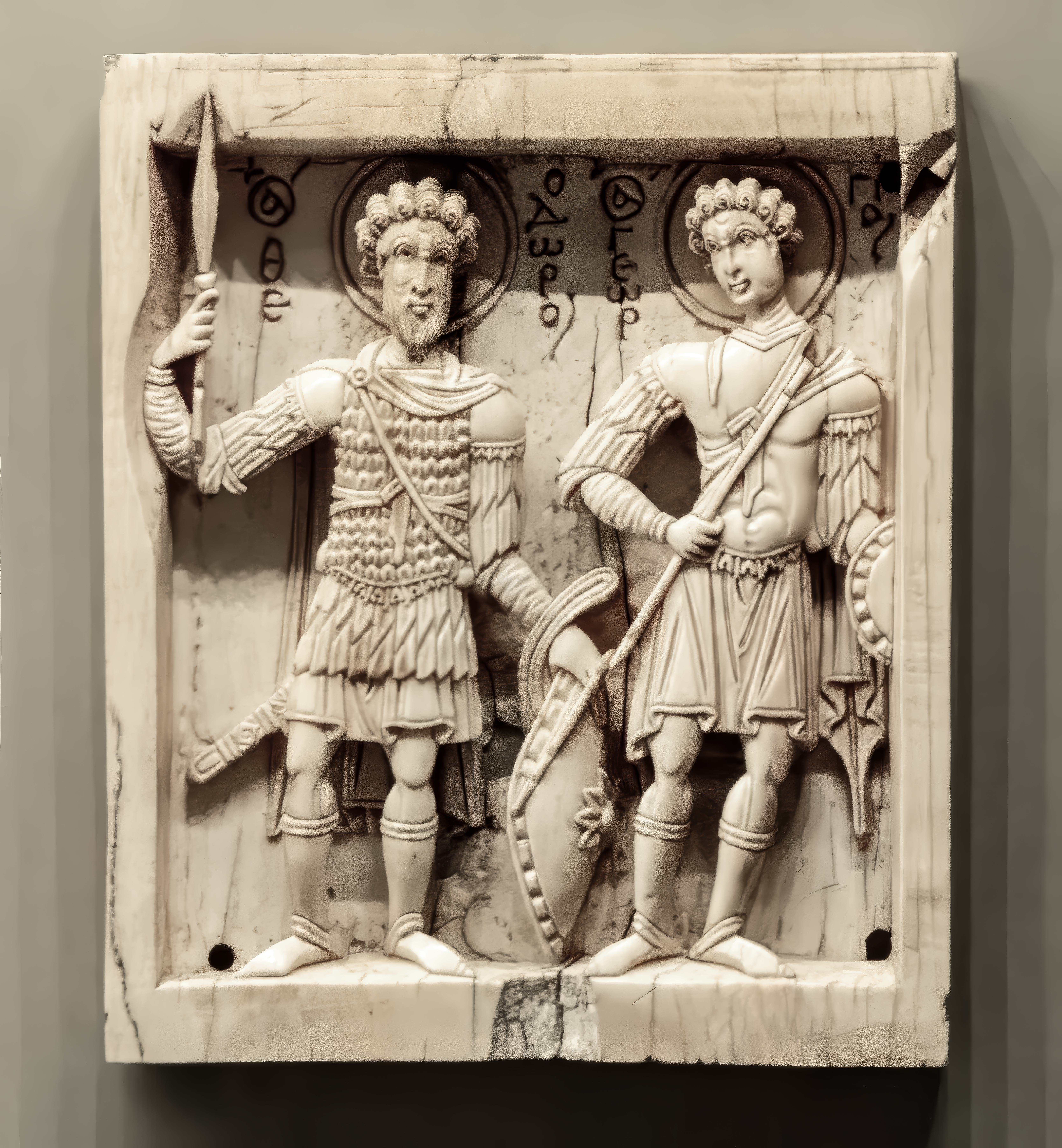
Die Heiligen Theodor und Georg, Thessaloniki, um 1010, Archäologisches Museum Venedig

Nur über die Zeit bis zur Übernahme des Dogats berichtet die Chronik des Johannes Diaconus, die Istoria Veneticorum, über Ottone, denn mit dem Tod seines Vaters bricht sie 1009 ab. Venedig stand in einem wieder schwieriger werdenden Verhältnis zu den weit überlegenen, überaus expansiven Kaiserreichen, wobei Konrad II. die venedigfeindliche Politik Ottos II. schließlich wiederaufnahm. Das ungewöhnlich freundschaftliche Verhältnis zu Otto III., dem Taufpaten und Namensgeber Ottones, endete bereits 1002 mit dem Tod des Kaisers. Bis 1009 verfügen wir also über eine lebhafte und detailreiche Chronik, nämlich die des Zeitgenossen Johannes Diaconus, der im unmittelbaren Umfeld und im Auftrag Pietros II. Orseolo agierte. 
Für das Venedig des 14. Jahrhunderts, auf dessen chronikalische Überlieferung wir nach 1009 angewiesen sind – sieht man von einigen Urkunden ab –, war die Deutung, die man der Herrschaft Ottones gab, dementsprechend von erheblicher symbolischer Bedeutung im Kontinuum der äußeren Beziehungen, vor allem aber der inneren Auseinandersetzungen zwischen den clanartigen Familienverbänden. Das Augenmerk der Chronik des Dogen Andrea Dandolo repräsentiert dabei in vollendeter Form die Auffassungen der längst fest etablierten politischen Führungsgremien, die vor allem seit diesem Dogen die Geschichtsschreibung steuerten. Sein Werk wurde von späteren Chronisten und Historikern immer wieder als Vorlage benutzt. Daher wurde es überaus dominierend für die Vorstellungen von der venezianischen Geschichte vor seiner Zeit. Im Mittelpunkt stand bei beiden Chronisten das Recht aus eigener Wurzel, mithin die Herleitung und Legitimation ihres territorialen Anspruches. In diesem Zusammenhang war schon immer die Anerkennung und möglichst die Erweiterung der „alten Verträge“ durch die jeweils neu ins Amt gelangten Kaiser (und Könige) von enormer Bedeutung, doch seit 992 besaß Venedig im Osten ein Privileg, das seinen dortigen Händlern eine enorme, letztlich irreversible Dominanz verlieh, die sich durch den Niedergang nach der Makedonischen Dynastie noch weiter verstärken sollte. Die Frage der Erbmonarchie, an der die Candiano 976 in einer Katastrophe gescheitert waren, und die durch die Orseolo wieder virulent wurde, war zur Zeit Andrea Dandolos in keiner Weise mehr mit den Interessen der zu dieser Zeit herrschenden Familien, vor allem aber nicht mehr mit dem Stand der Verfassungsentwicklung in Übereinstimmung zu bringen. Die Etappen der politischen Entwicklungen, die schließlich zur Entmachtung des Dogen, dem man möglichst nur noch Repräsentationsaufgaben zuwies, aber keine eigenständigen Entscheidungen mehr zugestand, war ein weiteres Darstellungsziel. Dies galt in besonderem Maße bei Ottones Vater, der im Gegenteil diesen Herrschertypus verkörpert hatte, denn in ihm sah man geradezu absolutistische Züge. Das Scheitern der Orseolo unter Ottone war somit zentral, denn in einer Reihe von Etappen gelang es, die institutionelle Einbindung des Amtes bis zum 14. Jahrhundert vergleichsweise weit voranzutreiben. Zugleich blieb der Ausgleich zwischen den ehrgeizigen und dominierenden Familien eines der wichtigsten Ziele, denn sie hatten nicht nur für bürgerkriegsartige Zustände in der Stadt gesorgt, sondern sogar externe Mächte zur Einmischung veranlasst. Ebenfalls erklärungsbedürftig war die Herleitung der herausgehobenen Position der ‚nobili‘ im Staat. Unter Ottone gelang dieser Ausgleich nicht, was wieder einmal zu mörderischen Kämpfen zwischen den Adelsfamilien führte, die zugleich, weil die Kirchenämter hierbei eine wesentliche Rolle spielten, vom Patriarchen von Aquileia und dem dahinterstehenden Reich, sowie dem Papst, neue Möglichkeiten der Einmischung boten.
Die älteste volkssprachliche Chronik Venedigs, die Cronica di Venexia detta di Enrico Dandolo aus dem späten 14. Jahrhundert, stellt die Vorgänge ebenso wie Andrea Dandolo auf einer in dieser Zeit längst geläufigen, von Einzelpersonen, vor allem den Dogen beherrschten Ebene dar. Das gilt auch für „Otto Ursiollo“. Die individuellen Dogen bilden sogar das zeitliche Gerüst für die gesamte Chronik, wie es in Venedig Usus war. Der Cronica zufolge schwor das ganze Hinterland Dalmatiens „Piero Orsiolo“ und seinen Nachfolgern Treue. Der Doge schickte „rettori“ in alle Städte. Dabei ging „Octo Orsiolo“, folgt man der Chronik, nach Ragusa. Ottone „per tucto el povolo clamado fu doge“, nachdem sein Vater gestorben war, er wurde also vom ‚ganzen Volk‘ zum Dogen ausgerufen. Von Dalmatiens Städten verlangte er eine Erneuerung des Treueeids, der seinem Vater geleistet worden war, dazu einen Tribut. Nach der Rückeroberung Grados, das der Patriarch von Aquileia eingenommen hatte, ließ er sie „murar fortemente et afossar“, also die Mauern verstärken und Gräben ziehen. Die Chronik erwähnt zwar, dass fast das ganze Volk den Dogen gehasst habe, und dass „Domenego Flabanico“ ihn schließlich seiner Würde beraubte, doch ein Grund für den Hass wird nicht angegeben. Hingegen erwähnt der Chronist das Abschneiden des Bartes und meint, der gestürzte Doge sei – nach 16 Jahren der Herrschaft – im Mönchshabit nach Grado verbannt worden. Auch Orso, der Patriarch von Grado, habe das Volk gefürchtet und sei aus Venedig geflohen.

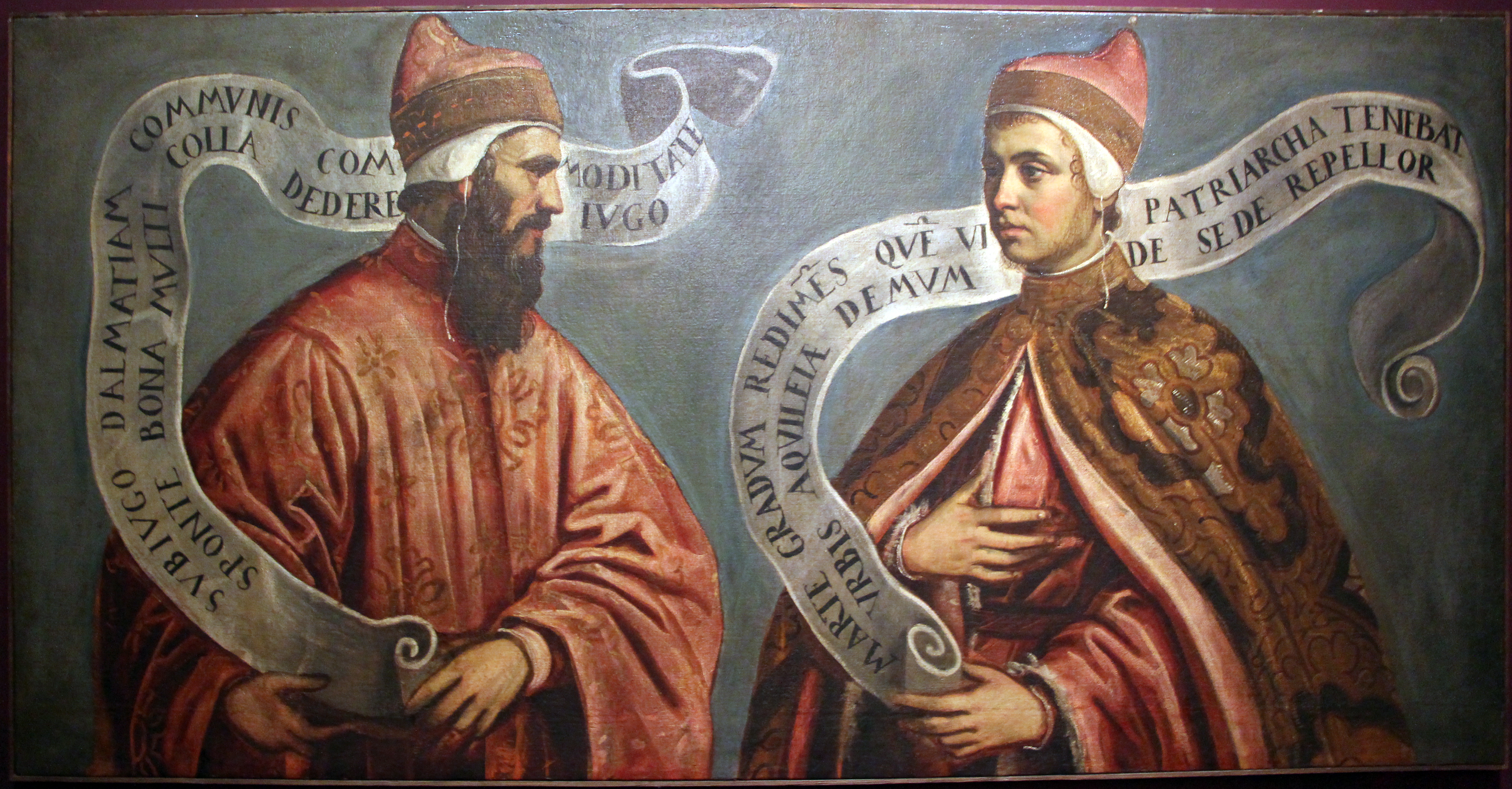
Domenico Tintoretto: Porträt des Dogen mit seinem Vater Pietro II. Orseolo vom 1590, Öl auf Holz, Saal des Großen Rates im Dogenpalast; bei Ottone Orseolo wird durch das Spruchband der Konflikt um Grado und Aquileia hervorgehoben.

Pietro Marcello meinte 1502 in seinem später ins Volgare unter dem Titel Vite de'prencipi di Vinegia übersetzten Werk, der Doge „Otone Orseolo Doge XXVI.“ „con gran consentimento del popolo, fu creato Doge in luogo del padre“ – das Volk, bei Marcello nicht mehr der Hauptakteur, war also nur noch ‚einverstanden‘. Pietro, wie sein Taufname war, wurde als kleiner Junge nach Verona gesandt und erst dort nach dem kaiserlichen Paten „Otone“ genannt. Vom Paten erhielt Venedig überaus große Privilegien, auch berichtet Marcello vom geheimen Besuch des Kaisers in Venedig. Wegen seiner Verdienste wurde dem Dogen „per publico consentimento“ gestattet, seinen Sohn Giovanni zum „compagno“ zu erheben. Dieser kehrte mit seiner Frau und seinem Bruder sowie vielen Geschenken aus Konstantinopel zurück, und starb. Nachdem Pietro glücklich 18 Jahre lang regiert hatte, ergänzt der Verfasser unmittelbar nach dem tragischen Tod von Sohn, Schwiegertochter (und Enkel, den Marcello gar nicht erwähnt), starb auch der Doge. An seine Stelle trat unter großem Einverständnis des Volkes „Otone“. Er sei „veramente simile al padre“ gewesen, ‚wahrhaftig dem Vater ähnlich‘, ebenso wie dem Onkel. Durch seine Tugenden veranlasst, gab ihm „Geta, Re d'Vngheria“, seine Tochter zur Frau. In einer ‚furchtbaren Schlacht‘ besiegte er Adria und erzwang die Rückgabe von allem, was geraubt worden war, an Loreo. Auch zwang er „Murcimuro Signorotto in Croatia“ in die Flucht und die dalmatischen Städte zur Wiederholung des Treueids, den sie seinem Vater geleistet hatten. Nach der Rückkehr fiel er einer „vituperosa congiura“, einer ‚schmählichen Verschwörung‘ des Domenico Flabanico zum Opfer. Er wurde seines Bartes beraubt und nach „Grecia“ (Griechenland, gemeint ist Byzanz) verbannt, wo er, wie Marcello behauptet, wenig später starb.
Nach den Historie venete dal principio della città fino all’anno 1382 des Gian Giacomo Caroldo, die er 1532 abschloss, schickte der Doge seinen Sohn Pietro auf Ersuchen „Sua Maestà“ nach Verona, wo der Kaiser zu dessen Paten wurde. Der Sohn hieß nunmehr „Otho“ und er kehrte mit reichen Geschenken zurück. „In antiche scritture“, ‚in alten Schriften‘, so der Verfasser, habe er die besagten Rektoren gefunden, die nunmehr über die Städte gesetzt wurden, die Ottones Vater erobert hatte. Daraufhin, so Caroldo, habe der Doge als Gesandten „Gioanni Diacono“ zu Kaiser Otto gesandt, um diesem den Sieg zu melden. Der Gesandte zog mit dem Kaiser nach Rom, wo die Grenzen Venedigs bei Heraclea bestätigt worden seien, wie sie zur Zeit des Pietro Candiano bestanden hatten. Bei dieser Gelegenheit äußerte der Kaiser den Wunsch, sich heimlich mit dem Dogen zu treffen, „suo cordial amico“, ihn zu umarmen und ihm persönlich zum Sieg zu gratulieren. Beim heimlichen Besuch hielt der Kaiser eine Schwester Ottones bei der Taufe. Wegen der großen Verdienste des Dogen forderte ihn das Volk auf, seinen Sohn zum Mitdogen zu erheben. Die beiden Dogen, wie es ausdrücklich heißt, schickten Johannes Diaconus 1002 zum Nachfolger Ottos III., zu „Henrico Bavaro Imperatore“. Eine Flotte unter Führung von Ottones älterem Bruder Johannes versorgte das von Sarazenen belagerte Bari mit Lebensmitteln. Die beiden Dogensöhne Johannes und Otto wurden von den beiden Kaisern in Konstantinopel mit großen Ehren empfangen. Mit den Reliquien der hl. Barbara und „Otho“ kehrten Johannes und seine frisch vermählte Frau Maria zurück. Doch im 15. Jahr des alten Dogen „venne una mortalità“, kam ein Sterben, wie „quasi“ überall in der Welt. Man fand kein Heilmittel („remedio“), denn was dem einen half, schadete dem anderen. Die Erkrankten wurden lethargisch und ließen sich von der „pestilenza“ überwältigen. Am 16. Tag starben auch Johannes und seine Frau Maria. Um den Dogen zu trösten, erhoben die Venezianer „Otho“ auf Torcello zum Mitdogen, wo seine Schwester Felicita zur Äbtissin von San Giovanni Evangelista ordiniert wurde. Im Jahr „MJX“ begann „Otho Orsiolo“ den „Ducato“ zu regieren. Nach den Worten des Chronisten war der neue Doge „catholico, ardito, constante, giusto, prudente, liberale et molto ricco“. Er sei mit allen Eigenschaften ausgestattet gewesen, wie man sie von einem Fürsten nur wünschen könne, wobei er seinen Vater, „ottimo Duce“ nachahmte, sowie den heiliggesprochenen Onkel (gemeint ist Pietro Orseolo). Mit 18 heiratete er die Schwester des Königs von Ungarn, „femina venusta, faconda et honestissima“. Im 7. Jahr seiner Herrschaft kam es zu Streitigkeiten zwischen Adria und Loreo, wobei am Ende Pietro, der Bischof von Adria, dem Dogen versprach, die Lauretaner nicht mehr mit „novità“ zu behelligen. Im 9. Jahr baten ihn die dalmatinischen Städte um Hilfe gegen „Cresimir, presidente nel Regno di Croatia“. Der Doge kam ihnen mit einer „potente armata“ zu Hilfe und besiegte die Kroaten. Damit sicherte er jene „Provincia“. Die Bischöfe von Arbe, Ossero und anderen Orten, dazu Prioren und Volk leisteten einen Treueid und schworen, dem Dogen und seinen Nachfolgern Tribut zu entrichten. Sein Bruder Orso wurde vom Patriarchen von Aquileia in Bedrängnis gebracht, hinter dem „Imperatore Henrico Bavaro“ stand, und der sich an den Papst gewandt hatte. Orso wurde nach Rom zitiert, doch fürchtete er Hinterhalte („insidie“) auf dem Weg dorthin. Seine Boten teilten dem Papst mit, dass Orso wegen Heinrich nicht nach Rom kommen könne, was der Papst akzeptiert habe. Ausdrücklich die Chronik des Andrea Dandolo zitierend, erwähnt Caroldo, dass die Reliquien des „San Tharasio“ wiederentdeckt worden seien, die auf einem Schiff des „Dominico Dandolo“, eines Vorfahren von Enrico und Andrea Dandolo, nach San Zaccaria gebracht wurden. Die dortigen 200 („CC“) Nonnen nahmen die Überreste demnach „con molta divotione“ entgegen. Diese Anekdote hatte Andrea Dandolo in seiner Chronik erzählt, weil dies die älteste Nachricht über seine Familie darstellte. Auch Caroldo sind die Ursachen für die „grandissima discordia“, die die Venezianer entzweite, und die den Dogen und seinen Bruder zur Flucht zwangen, offenbar unbekannt. Nach ihm flohen die Brüder nach Istrien. „Pepo Patriarcha Aquilegiense“ gelangte unter dem Vorwand, den beiden Flüchtlingen zu Hilfe zu eilen, in die Stadt Grado, wo er „rovinò le chiese, violò le Monache, asporto via li thesori delle Chiese et della Città“. Er zerstörte also die Kirchen, vergewaltigte die Nonnen und nahm die Schätze von Kirche und Stadt mit. Seine Gesandten in Rom unterdrückten die Wahrheit, und so wurden ihm Grado und die Insel auch noch unterstellt (S. 90). Die Venezianer, die die „perfidia del barbaro et inquissimo Patriarcha“ (er war Deutscher) erlebt hatten, riefen ihren Dogen und seinen Bruder zurück. Nach der Rückgewinnung von Grado und der Wiederherstellung der Mauer hinterließ Ottone, folgt man der Chronik, folgende Inschrift: „Has portas iussit Otho Dux nectere ferro / Pondere proferri, capiatque sibi proenia Regni“. Zu neuerlichem Streit kam es, als „Dominico Gradenigo“ starb, der Bischof von Olivolo, und der Doge dessen Nachfolger aus derselben Familie nicht investieren wollte. Wieder kam es zu ‚großer Zwietracht‘ und auf Betreiben des Dominico Flabanico („per instigatione di Dominico Flabanico“) wurde der Doge seines Bartes beraubt. Er wurde, folgt man dieser Chronik, nicht nach Grado verbannt, sondern nach Konstantinopel. Orso hingegen ging wieder nach Grado.
Heinrich Kellner meint in seiner 1574 erschienenen Chronica das ist Warhaffte eigentliche vnd kurtze Beschreibung, aller Hertzogen zu Venedig Leben, Ottone sei „mit grosser gutwilligkeit deß Volcks an seines Vattern statt Hertzog erwehlet worden /im jar 1009“. Zu König Otto, auf dem Weg nach Rom, wurde der kleine Pietro nach Verona geschickt „und ward Otto genennt“. „Hernach kam Otto / doch unbekannt gen Venedig / dann er hatte es Gott gelobet“ – dies ist die einzige Begründung Kellners für den heimlichen Besuch des Kaisers in Venedig. „Umb seiner verdienst willen / gegen dem gemeinen Nutzen“ wurde dem Dogen schließlich erlaubt, „daß er seinen Son Johannem zu einem Gehülffen oder Coadiutum neme.“ Doch starb dieser, nachdem er „mit seinem Weib / unnd seinem Bruder Otone“ aus Konstantinopel zurückgekehrt war. Der neue Doge sei „ein gar gütiger und sittsamer junger Mann“ gewesen, „dem Vatter gleich und seinem Altvatter“. „Geta / König in Ungern / bekam seiner Tugent halb solchen gefallen und anmutung zu im/daß er im seiner Töchter eine zu der Ehe gab.“ Bei Kellner überwand der Doge die von Adria „(davon das Adriatisch Meer den Namen hat)“ „in einer gantz ernstlichen gefehrlichen Schlacht“. Man kam überein, „daß sie denen von Loreto alles wider geben und erstatten solten/so sie inen abgenommen hetten.“ Den „Murcimurum“ verjagte er, „welcher Herr in Croatia was“. Kellner war nicht der erste, der über Dalmatien zur Zeit von Ottones Vater behauptete, dass „alle Städte auff dem Lande mit neuwen Amptleuten oder Vögten besetzt worden“ seien. Dementsprechend verlangte Ottone die Eiderneuerung von seinen „Underthanen“. Nach seiner Rückkehr wurde er „durch ein schändtliche Verrähterey von Dominico Fabianico uberfallen / wie er sich dessen am wenigsten versahe / ward im der Bart zur schande abgeschnitten/und im fünfftzehen jar seiner Regierung in Griechenland verjaget/daselbst er dann bald hernach starb.“

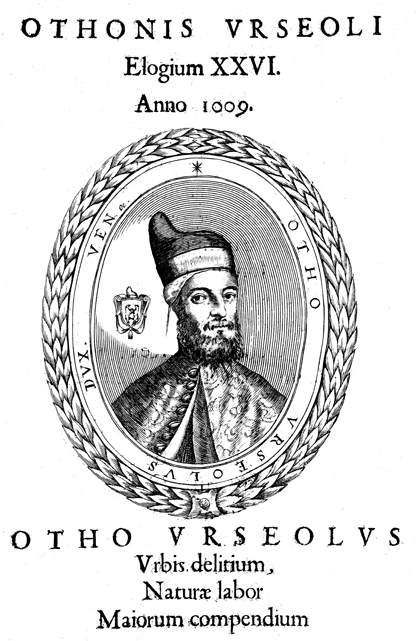
Leone Matina: Phantasieporträt des Dogen in der wohl ersten gedruckten Porträtserie aller bis dahin anerkannten Dogen, dem Ducalis regiae lararium von 1659

In der Übersetzung von Alessandro Maria Vianolis Historia Veneta, die 1686 in Nürnberg unter dem Titel Der Venetianischen Hertzogen Leben / Regierung, und Absterben / Von dem Ersten Paulutio Anafesto an / biss auf den itzt-regierenden Marcum Antonium Justiniani erschien, zählt der Autor, abweichend von Pietro Marcello, „Otto Orseolus, Der 27. Hertzog“. Dann berichtet der Autor, wie „Kayser Otto der IV.“ Venedig besuchte. „Durch allgemeine Verwilligung“ sei es dem Dogen „zugelassen worden / daß er seinen Sohn Johannem zu einen Gehülffen/zu sich nehmen mögen“. Doch sei dieser zusammen mit seiner Frau nach der Rückkehr aus Griechenland „an der damalig grassirenden Pest“ gestorben. Nur wenige Tage danach habe der Doge, da auch noch viele Venezianer an der Krankheit starben, in großer „Bekümmerniß“ seinen Geist aufgegeben und sei seinem Sohn nachgefolgt. Ottone, so folgt Vianoli seinen Vorgängern, habe höchste Tugenden erwiesen, die so weit gingen, dass ihm der König von Ungarn eine seiner Töchter „zur Ehe vergönnet“. Bei ihm überwand der Doge – „kunte er auch zehlen und rechnen“ – in einem „sehr harten Treffen“ die Truppen von Adria, „gantz nahe bey Loreto“, und zwang sie zur Rückgabe. Bei ihm führte „Marcimuri“, den seine Flotte angriff, „eines Croatischen Fürsten Kriegsheer“, auf Anstiftung des Patriarchen von Aquileia Angriffe auf Zara, das er sogar einnahm. Ebenso erging es Grado, wo der Patriarch den venezianischen „Befehlshaber alldar daraus verjaget / den Bart und die Haar abscheeren / und desselben Kleidung zuvor biß an die Lenden abschneiden lassen“. Beim Anblick der Flotte setzte er sich jedoch ab. Den Sturz Ottones verursachte zwar auch bei Vianoli jener „Dominico Flabanico“, doch sei „wiewol gantz verborgener Weise/Petrus Centranicus, der am allermeisten nach der Hertzoglichen Hoheit getrachtet/das Haupt gewesen“. Ottone wurde überfallen, seines Haupthaares beraubt, ihm wurde „eine Mönchs-Kutte mit Gewalt angeleget / und in Griechenland verwiesen“. Dort starb er auch. Unter ihm wurde „S. Basso erbauet“, „S. Sophia wiederum von neuem aufgerichtet“. Ob Petrus Centranicus die Dogenwürde „durch die gewöhnliche Wahl“ erlangte, oder „ob er sich derselben mit Gewalt bemächtigt“ habe, „weiß man nicht gewiß“.

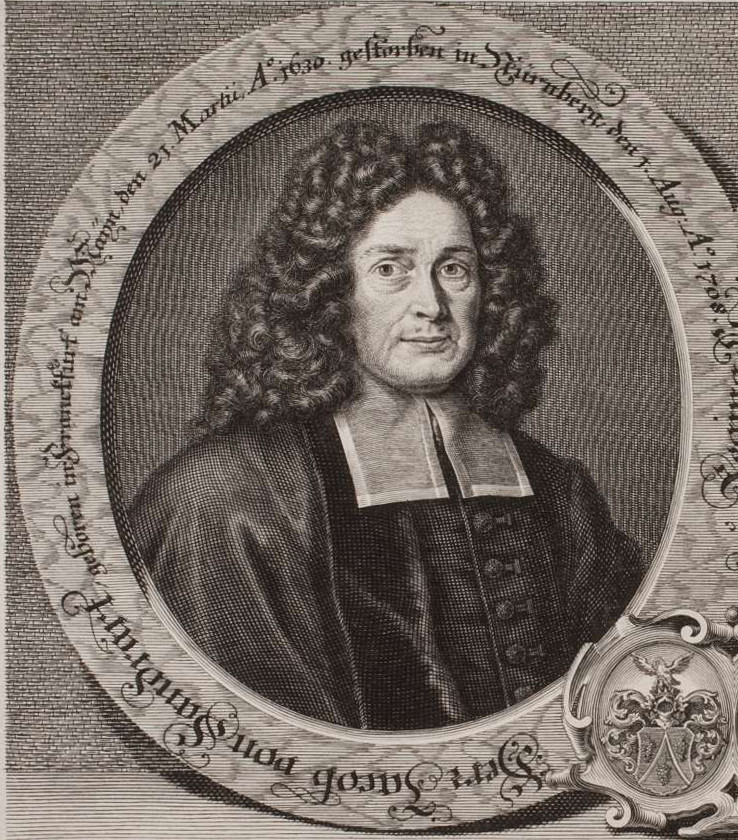
Porträt des Jacob von Sandrart (1630–1708), Maler war Johann Leonhard Hirschmann, Stecher Bernhard Vogel

1687 bemerkte Jacob von Sandrart in seinem Opus Kurtze und vermehrte Beschreibung Von Dem Ursprung / Aufnehmen / Gebiete / und Regierung der Weltberühmten Republick Venedig lakonisch, dass „Otto Urseolus“ 1009 zum „XXVI. Hertzog erwehlet“ worden sei. Daraufhin habe er Kriege gegen Adria und die Kroaten gewonnen. „Und weil nun diese Hertzogliche Würde biß auf den dritten Stamm bey einem Hause geblieben war/bekam er zur Gemahlin die Tochter des Königs in Hungarn“. Nach den Huldigungen „der von ihm überwundene[n] Lande“ wurde Ottone in „aufrührerischer Weise“ überfallen, nämlich von „Dominico Flabenico, welcher ihm in dem 50. Jahr seines Alters den Bart abscheren ließ / so zu diesen Zeiten eine unaussprechlich grosse Schande war / und muste er benebenst nach Griechenland in das Elend wandern“. Er starb dort „kurtz hernach“.

### Historisch-kritische Darstellungen

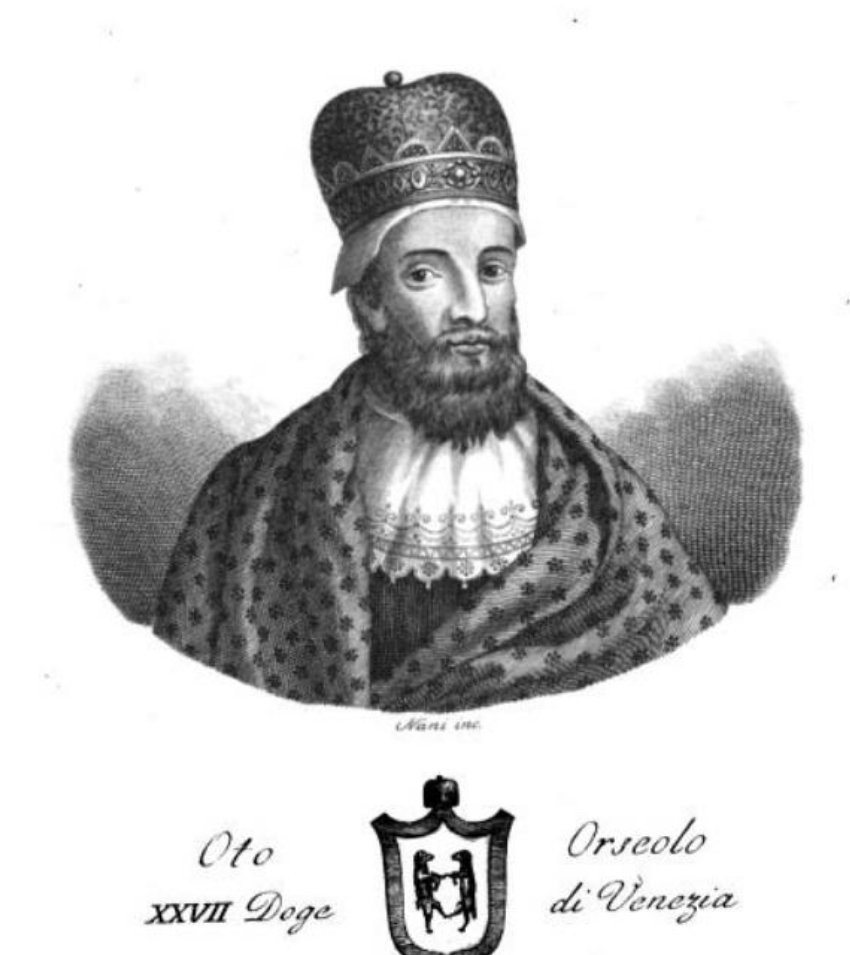
Phantasiedarstellung des Dogen „Oto Orseolo“ aus der Zeit vor 1834, Antonio Nani: Serie dei Dogi di Venezia intagliati in rame da Antonio Nani. Giuntevi alcuni notizie biografiche estese da diversi, Bd. 1, Merlo, Venedig 1840, o. S. (Google Books)

Johann Friedrich LeBret, für den Ottone der 27. Doge war, publizierte ab 1769 seine vierbändige Staatsgeschichte der Republik Venedig. Nach seiner Auffassung „regiereten“ die Orseolo „wohl, sie hatten schöpferische Staatsgenies: aber desto unerträglicher wurden sie einer Republik, je monarchischer ihre Denkungsart war“ (S. 233). „Die Zeiten Otto des dritten, waren für Venedig goldene Zeiten“. Der Dogensohn Piero kam nach Verona, damit der Kaiser als Pate anlässlich seiner Firmung auftreten konnte. Bei dieser Gelegenheit erhielt der Piero den Namen Otto. Schon vor dem Feldzug gegen die Piraten Dalmatiens hatte der Doge seinen Sohn Johannes nach Konstantinopel geschickt, wo er die Einwilligung des Kaisers erhalten hatte. Auch das Eheprojekt mit einem der kroatischen Könige führt der Autor aus, während sich ihm Spalato, „die Hauptstadt Dalmatiens“, unterstellte. Bei LeBret trifft Johannes Diaconus in Como auf Otto III., wo dieser erst spät vom Triumph des Dogen erfuhr. „Der Kaiser war hierüber so erstaunt, daß er als ein großer Regent, der einen erhabenen Geist hatte, den gleich erhabenen Geist des venetianischen Fürsten näher zu kennen wünschete.“ Bei ihm ging jedenfalls wieder die Initiative vom Kaiser aus. Der byzantinische Kaiser initiierte ein Eheprojekt, durch das Maria „eine Tochter des Patricius Argyropulos“ Johannes, den ältesten Bruder Ottones ehelichte. Wegen seiner Ausführlichkeit vermutet LeBret, dass Johannes Diaconus mit dem Dogensohn gereist sei. Nach dem Tod des Vaters und des älteren Bruders wurde Ottone zum Dogen erhoben, „die Gerechtigkeit saß mit ihm auf dem Throne, die Verschwendung hassete er“. „Er trat vollkommen in die Fußtapfen seines Vaters“, den Orseolo wurden weder „kaiserliche noch königliche Prinzessinnen verweigert“. „Aber eben dieser Glanz des orseolischen Hauses war zu groß.“ Adria, mit dem Ottone in offenen Kampf geriet, war von einer einstigen Hafenstadt durch die Veränderungen des Küstensaumes zu einer Landstadt geworden, die nunmehr versuchte „Loreto“ zu erobern. Erst nach zwei Jahren kam es zu einem Friedensschluss mit Urkunde vom 7. Juni 1017. Nach ihrer Niederlage versuchten sie einen solchen Angriff erst wieder 1163. In Kroatien und Dalmatien erhielt der Doge Gelegenheit, „die Rechte seines Volkes zu vertheidigen.“ (S. 252). Zugleich versuchte Byzanz seine Herrschaft in Dalmatien wiederaufzurichten. „Cresimir oder Mucimir (wie ihn die neueren Scribenten nennen,)“ beunruhigte Zara und andere Städte „durch tägliche Einfälle“. Nach dem Sieg über die Kroaten folgten die Treueide der Städte. „So gewiß es falsch ist, daß die venetianischen Fürsten ihre Obrigkeiten in diesen Provinzen niedergesetzet: so wahrscheinlich ist es, daß sie sich von diesen Städten einen gewissen Tribut oder Schutzgeld ausbedungen haben.“ Doch „dies war das Ende der schönsten Tage der Urseoler“, stellt LeBret knapp fest. „Der unbestimmte Begriff der venetianischen Freyheit hat viele ihrer Fürsten zu Staatsmärtyrern gemachet.“ „So lange noch keine Gesetze vorhanden waren, welche die Macht der Fürsten umgränzen, und den adelichen Bürgern das Recht gaben, sich den Fürsten zu widersetzen, so lange waren die Unternehmungen dieser Häuser Empörungen“. „Wider den Otto Urseolus verschworen sich keine tugendhaften, sondern die lasterhaftesten Männer vom ersten Range“, diagnostiziert LeBret. „Diese ganze Bande [...] bemächtigte sich des Dogen, schor ihm den Bart ab, und jagete ihn aus dem Lande.“

Italien und der Adriaraum um 1000 (Zara gehört hier fälschlicherweise zu Kroatien, was nur kurzzeitig und einige Jahre nach 1000 und vor 1016 der Fall war.)

Samuele Romanin, der sehr detailreich darstellende und in den historischen Zusammenhang einbettende Historiker, der diese Epoche 1853 im ersten der zehn Bände seiner Storia documentata di Venezia darstellt, meint gleichfalls, Ottone sei ein junger Mann von „eminenti qualità“ gewesen. Seinem Vater war durchaus noch bewusst gewesen, dass das Verhalten in der Öffentlichkeit von größter Bedeutung war, insbesondere gegenüber dem Dogen: Innerhalb Venedigs hatte er gemeinsam mit der Volksversammlung, dem Concio, veranlasst, dass sich jedermann in Gegenwart des Dogen angemessen zu verhalten habe, mit Respekt und Ehrerbietung. Hinzu kam ein Verbot, Tumulte oder Waffengänge im Dogenpalast zu wagen – in Zeiten, in denen selbst Sklaven Waffen trugen, ein überaus wichtiger Schritt, um zur „santità della parola“ (‚Heiligkeit des Wortes‘) und zur öffentlichen Ruhe zurückzukehren, und um Gewalt und brutale Machtausübung zu beenden, wie Romanin ergänzt. Ottone spielte schon als Kind eine erhebliche Rolle im Beziehungsgeflecht, das sich die Orseoli aufgebaut hatten, und von dem Romanin annimmt, es habe den Widerstand anderer einflussreicher Familien provoziert. Nach Romanin erfolgte die Einladung des ältesten Dogensohnes an den Hof in Konstantinopel aus Dankbarkeit für die Rückgabe Baris im Jahr 1004. Die Brüder Giovanni und Ottone reisten gemeinsam an den Hof. Der Ältere erhielt Maria zur Frau, eine Tochter der Kaiserschwester und des Patrizius „Argiro“. Doch das Paar fiel, aller Wahrscheinlichkeit („a quanto pare“) mitsamt dem gemeinsamen Sohn Basilio, der erstmals in Venedig grassierenden Pest zum Opfer, auf die der Hunger folgte. Trotz der Not gestattete das mit dem Dogen leidende Volk die Einsetzung des jüngeren Sohnes Ottone als Mitdoge. Die Hälfte seines Vermögens vermachte der Doge testamentarisch den Armen und der Kirche, die andere Hälfte seinen Söhnen. Ottone folgte seinem nur 48 Jahre alt gewordenen Vater im Amt. Neid und Misstrauen nahmen bereits zu, als Ottone eine ungarische Prinzessin heiratete, noch mehr, als die Familie 1018 Orso Orseolo als Patriarchen von Grado durchsetzte, dessen ehemaliger Bischofssitz Torcello darüber hinaus von Vitale, einem weiteren Orseolo besetzt wurde – ‚was in einer Republik zu viel war‘. Für Romanin war es also die Anhäufung zu vieler der höchsten Ämter, die die Grundlage für die spätere Rebellion bildete. Nach außen wahrte der Doge hingegen die Rechte Venedigs gegenüber Adria (1017) und auch gegenüber den Kroaten (1018). Wie sein Vater führte er eine Flotte nach Dalmatien und nahm die Eide von Arbe, Ossero, Veglia und Zara entgegen. In Italien hingegen hatte sich die Situation drastisch verändert, denn dort gelangte Arduin von Ivrea auf den Thron, „un re nazionale“ (vgl. Nationalkönige). Er habe Italien der Abhängigkeit von den deutschen Königen entziehen wollen. Tedald jedoch, Großvater der Mathilde von Tuszien, sowie der Erzbischof von Mailand stellten sich auf die Seite Heinrichs II., dem 1004 ein Sieg gelang. Dennoch blieb Italien ein Jahrzehnt lang sich selbst überlassen. Erst 1013/14 gelang es Heinrich, Arduin zu besiegen und zur Kaiserkrönung nach Rom vorzudringen. Mit der Schlacht bei Acqualongo zwischen Pisa und Lucca war es 1004 zu einem ersten Kampf zwischen den aufstrebenden Kommunen gekommen. Weniger republikanischer Eifer als Neid und Ehrgeiz, ummäntelt mit Patriotismus, beunruhigten hingegen Venedig. Poppo von Aquileia, mehr Heerführer als Kirchenfürst, der Heinrich 1021 auf dem Zug nach Neapel begleitet hatte, bekämpfte den Patriarchen von Grado, Orso Orseolo. Beim Papst denunzierte er ihn als ‚illegal gewählt‘ und als Eindringling. Er wiegelte die Gegner der Orseolo ‚wahrscheinlich‘ auf, wie Romanin meint, und überraschenderweise flohen die beiden Orseolo, Orso und Ottone, nach Istrien. Poppo gab sich den Anschein, Grado verteidigen zu wollen, doch ließ er die Stadt plündern und ihre Reichtümer nach Aquileia bringen. Die Venezianer bedauerten nun, dass sie den Worten Glauben geschenkt hatten, die Orseolo seien von der ‚Gier nach absoluter Herrschaft‘ getrieben. So wurde der Doge aus dem ‚unverdienten‘ Exil zurückgerufen. Ottone gelang es, die ‚nationale Ehre‘ wiederherzustellen und Grado zurückzuerobern. Nach der verstärkten Befestigung der Stadt kehrte er nach Venedig zurück. Dort habe der Streit um die Nachfolge auf dem Bischofssitz von Olivolo, in dem Ottone den 18-jährigen Kandidaten der Gradenigo nicht bestätigen wollte, zu neuen Konflikten geführt. Unter Führung der Flabianici wurde Ottone gestürzt, geschoren und nach Konstantinopel verbannt. Orso floh und wurde gleichfalls verbannt. Nach einer langen und stürmischen Beratung wurde Domenico Centranico zum Dogen gewählt.
August Friedrich Gfrörer († 1861) nimmt in seiner, erst elf Jahre nach seinem Tod erschienenen Geschichte Venedigs von seiner Gründung bis zum Jahre 1084 an, dass die Überlieferung „lückenhaft“ sei, „und zwar meines Erachtens darum, weil die Chronisten aus Staatsrücksichten Vieles verschwiegen haben.“ Auf dieser Grundannahme baut er ein eigenes Deutungsmuster auf. Gfrörer versucht immer wieder die außenpolitische Konstellation für die Ereignisse in Venedig als Hauptverantwortliche zu identifizieren. Für Venedigs Händler, die sich überwiegend im Westen engagierten, ergab sich nach ihm eine „natürliche“ Neigung, die Ottonen zu unterstützen und für diejenigen unter ihnen, die im Osten handelten, eher eine Parteinahme für Byzanz. Johannes Diaconus, die zentrale Quelle, reicht nur bis 1008, danach sind wir auf Andrea Dandolo angewiesen, der, so Gfrörer, Vieles über das 11. Jahrhundert verschweige. Gfrörer sieht in dem von langer Hand vorbereiteten Plan, auf dem Festland „Landeshoheit“ zu erwerben, eine Rolle für den kleinen Ottone, dessen Taufpate der Kaiser wurde. Diesen habe sein Vater nur manipuliert, denn all dies, so der Verfasser, zeige: „Der Schwächling, welcher damals auf dem Throne Germaniens saß, gab es sorglos aus der Hand“ (S. 372). Ein wichtiger Hebel bei seinem perfiden Plan sei die verbale Unterstützung Ottos III. bei der Verwirklichung seiner Weltreichspläne gewesen, doch starb der Kaiser bereits 1002. Ottone, kaum seinem Vater gefolgt, heiratete eine ungarische Prinzessin, was beweise, dass der Doge „an die dauernde Herrschaft seines Hauses über Venetien glaubte“. Dies zeige eine im März 1010 ausgestellte Urkunde, in der den Bewohnern von Heracliana Land von dem verstorbenen Dogen in Aussicht gestellt worden war, das sie aber nun erst erhielten, nachdem sie, so der Autor, sich bei der Wahl Ottones zum Dogen als gefügig erwiesen hatten (S. 426). Danach berichte Dandolo vom Feldzug gegen die Adrienser, die Loreo „weggenommen hatten“, und die vor dem Dogen erscheinen mussten. Die dazu im Dogenpalast unter dem 7. Juni 1017 ausgestellte Urkunde sei überliefert. Hinter dem Angriff auf Loreo sieht Gfrörer das Wirken Arduins, der jedoch inzwischen durch Heinrich II. gestürzt war. Vorsichtshalber untersage die Urkunde dem Bischof von Adria die Klage vor irgendeinem Gericht, wohl des Kaisers. Gfrörer nimmt an, dass die Belästigungen der Kroaten gegen die Städte Dalmatiens bereits mehrere Jahre anhielten, dass die Macht Venedigs dort stark im Sinken war – und, dass die Verehelichung einer Schwester Ottones mit einem der Kroatenführer keine Früchte getragen hatte. Nun erst, nach dem Sturz Arduins, stieß die Flotte des Dogen in See und eilte den Städten zu Hilfe. Die neuerliche Vereidigung der Bischöfe des Quarnero weise gleichfalls auf diese lange Schwächephase zwischen 1000 und 1017 hin. Bischof Majus von Arbe sagte die jährliche Lieferung von 10 Pfund Rohseide zu, Martin von Ossero 40 Marderfelle, Vitalis von Veglia 30 Fuchsfelle. Dandolo schildere unmittelbar im Anschluss die Neubesetzung des Patriarchenstuhls von Grado. Dort folgte auf Vitalis, den Sohn des 976 gestürzten Dogen Pietro IV. Candiano, nach über fünfzigjähriger Amtszeit, der Bruder Ottones, der seit 1009 amtierende, höchstens 21-jährige Bischof von Torcello, nämlich Orso. Der vierte Bruder Ottones, Vitalis, wurde Bischof von Torcello. Unmittelbar anschließend berichtet Dandolo von jenem Reliquienraub aus einem griechischen Kloster durch den ersten Dandolo, der bei ihm überhaupt genannt wird, einen Domenico. Dreißig Jahre später, so Gfrörer, taucht ein Bonus Dandolo als Gesandter auf: „die Laufbahn der größeren Aemter hatte für sie begonnen“ (S. 432). Hingegen türmten sich nun gewaltige Schwierigkeiten für die scheinbar so fest im Sattel sitzenden Orseoli auf, denn mit dem Ableben des Patriarchen Johann von Aquileia nutzte Heinrich II. die Gelegenheit, einen Deutschen auf den dortigen Stuhl zu erheben, seinen Kanzler Wolfgang-Poppo, der sich, „nicht ohne Vorwissen des Kaisers Heinrich II.“, gegen Grado wandte. Er forderte von Papst Benedikt VIII., den „Anmaßer“ Orso vor Gericht zu stellen, der wurde auch gefordert, doch misstraute er Poppo. Daraufhin erließ ihm der Papst die Reise nach Ravenna, Rom oder Verona, wo Synoden stattfanden. Im Gegenteil bestätigte der Papst Orsos Rechte. Gfrörer nimmt an, dass er dies ab 1022 tun konnte, als er nicht mehr so abhängig vom Kaiser war. Heinrich wiederum verlangte von Ottone Wiedergutmachung für die Missetaten gegen Otto III. – eine Interpretation, der nur Gfrörer anhing, der glaubte, der Vater Ottones habe den schwärmerischen Otto III. nur ausgenutzt. Dazu begann der Kaiser, nach Gfrörer zwischen 1020 und 1024, als er ganz Oberitalien beherrschte, eine gemäßigte Handelsblockade gegen Venedig. So durften venezianische Seidenhändler ihre Ware nur noch an drei Orten in Italien anbieten. Als jedoch der Papst die Rechte Grados bestätigte, gab der Kaiser nach. Papst und Kaiser starben im Jahr 1024. Im selben Jahr mussten Ottone und Orso nach Istrien fliehen. Poppo nutzte die Gelegenheit, als Retter Grados aufzutreten, dessen Misstrauen er durch 18 Eidhelfer besänftigte. Danach nahm er den früher entführten Domschatz an sich und brachte ihn nach Aquileia, wohin er, so Gfrörer, wohl auch einige der Mönche und Nonnen mitnahm, denen er misstraute. Weiter schlussfolgerte der Autor, es seien Ottone und Orso gewesen, die die Auslieferung Grados an Poppo, bzw. den Kaiser verlangt hätten. Daher seien sie – wegen des Verdachts auf Hochverrat – nach Istrien geflohen, das zum Reich gehörte, das inzwischen von dem Salier Konrad II. beherrscht wurde. So würde sich erklären, warum Poppo tatsächlich als Schutzherr der Orseoli in Grado auftreten konnte. Damit waren die dortigen Handlungen Poppos „nicht verbrecherische, sondern vertragsmäßige Handlungen“ (S. 440). Papst Johannes XIX. bestätigte Aquileias Rechte, allerdings vorbehaltlich kanonischen Nachweises. Diese Bestätigung widerrief er erst 1029. Gfrörer vermutet, dass dem Ganzen ein Geheimvertrag zugrunde lag, in dem die Orseoli tatsächlich dem Patriarchen Poppo Grado überlassen hatten. Dies hätte aber als Hochverrat gegolten und war damit als offizielle Begründung für eine Anerkennung von Aquileias Rechten nicht brauchbar (S. 443). Erst nach dieser Feststellung kam Grado – die deutsche Besatzung leistete keinerlei Widerstand – wieder an die Orseoli. Doch 1026 entzündete sich der besagte Streit um die Neubesetzung des kernvenezianischen Bischofsstuhls von Olivolo, der schließlich zum Sturz Ottones und seines Bruders Orso führte. Schärfste Gegner waren dabei die Gradonico, die den Bischofsstuhl von Torcello beanspruchten. Gfrörer glaubt: „Otto handelte so, weil er den Patriarchenstuhl aus Grado nach der Hauptstadt Venedig verlegen, aber auf demselben seinen Bruder Orso belassen wollte. Unmöglich konnte er also die Wahl des Gradonico gut heißen“ (S. 446). Die Orseoli, die wegen derselben Pläne schon einmal (nach Istrien) vertrieben worden waren, wurden nun erneut gestürzt und verbannt. Wäre der Plan aufgegangen, den Ottone erdacht hatte, dann wäre Venedig eine andere Stadt geworden, so Gfrörer: „schrankenlose Dogen hätten dann dort die Gesetze niedergetreten, die Bürger entwürdigt, die Stühle mit lauter Verwandten, Söhnen, Vettern, Brüdern, blinden Werkzeugen der Willkür des Familienhauptes, besetzt und statt einer glorreichen, meerbeherrschenden Republik, wäre ein elendes, durch allseitigen Argwohn zerrüttetes Fürstenthum aufgekeimt“ (S. 450).
Dem widersprach Pietro Pinton, der Gfrörers Werk im Archivio Veneto in den Jahresbänden XII bis XVI übersetzte und annotierte. Er korrigierte zahlreiche Annahmen Gfrörers, insbesondere wenn es um solche ging, zu denen der Beleg aus den Quellen fehlte oder zu ihnen in Widerspruch stand. Seine eigene kritische Auseinandersetzung mit Gfrörers Werk erschien allerdings erst 1883, gleichfalls im Archivio Veneto. Die innerstädtischen Kämpfe auf bloße Außenpolitik und das von Gfrörer behauptete Streben der Orseoli nach „Byzantinismus“ zurückzuführen, greift für Pinton zu kurz, für den in diesem Falle die innervenezianischen Auseinandersetzungen dominierten. Gerade diese ignoriere Gfrörer aber praktisch bei jedem politischen Manöver in Venedig. Pinton erscheint auch die Deutung der Heiratspolitik als bloße Manifestation dynastischer Ansprüche zu einseitig – wenn er auch akzeptiert, dass schon die Candiano und Particiaco die Erblichkeit ihres Amtes anstrebten –, denn diese Ehen dienten auch als Schutzmittel gegen Feindseligkeiten von Seiten externer Herrschaftsgebiete. Dies galt auch für Slawen und Ungarn. Auch weist Pinton Gfrörers Deutung der Urkunde für Heraclea als unwahrscheinlich zurück, denn offenbar wurde Ottone ohne Widerstand statt seines an der Pest verstorbenen Bruders als neuer Mitdoge und Nachfolger seines Vaters akzeptiert. Zudem sei die Dogenwahl doch wohl eher von Angehörigen der Volksversammlung durchgeführt worden, und der kleine Ort habe dabei wohl kaum eine Rolle gespielt. Die meisten, wenn nicht alle der Versammelten seien wohl in der „città di Rialto“ ansässig gewesen. Auch dürfte der Bischof von Adria wohl kaum in der Hoffnung auf Unterstützung Arduins von Ivrea gerechnet haben, denn jener Arduin war selbst seit 1014/15 in einer verzweifelten Lage im Kampf gegen Heinrich II. Auch kritisiert Pinton die Voraussetzungslosigkeit, mit der Gfrörer einen Niedergang der venezianischen Macht in Dalmatien nach 1000 ableitet, während Pinton eher annimmt, die kroatischen Umtriebe hätten erst 1016 begonnen. Hinsichtlich der Aktivitäten Poppos und Heinrichs auf Istrien nimmt Pinton an, dass es dem Kaiser gelungen war, dort die Reichsrechte wieder durchzusetzen, was durch Poppos Kampf gegen Grado, dem ja auch die istrischen Bistümer unterstanden, erleichtert wurde. Erst mit der Erkenntnis, dass es durch die Kämpfe zu Schädigungen Istriens kam, sorgte der Kaiser für eine Mäßigung im Kampf gegen den Orseolo-Patriarchen. Die Flucht der beiden Orseoli nach Istrien, die Gfrörer als Unterschutzstellung unter den Kaiser deutet, als Hochverrat, lehnt Pinton ab, der eher die persönlichen Feindschaften innerhalb Venedigs als Ursache sieht. Dies passe zudem nicht zur Rückeroberung Grados zum Schaden des Kaisers und des Patriarchen von Aquileia, ebenso wenig dazu, dass die Mehrheit der Volksversammlung den Dogen zwei Mal zurückholte. Als äußerst verwegen betrachtet Pinton die These Gfrörers, die Orseoli wollten das unsichere Grado aufgeben, um auf Rialto ein Patriarchat zu errichten – auch dies ohne Quellen, was Gfrörer – nicht zum ersten Mal – mit einem Geheimabkommen erklärt. So stimmt Pinton zwar zu, dass die Orseoli über den Versuch stürzten, eine Art Monarchie zu errichten, aber die dahinter liegenden Mutmaßungen bis hin zum Hochverrat hält er für nicht haltbar.
1861 hatte Francesco Zanotto, der in seinem Il Palazzo ducale di Venezia der Volksversammlung erheblichen Einfluss einräumte, berichtet, dass Ottone nach dem Tod des Vaters einfach im Amt verblieb. Die Brüder Johannes und Otto wurden bei ihm mit einer „splendidezza veramente orientale“ in Konstantinopel empfangen (S. 63), doch fielen Johannes und seine kleine Familie der Pest zum Opfer. Zum Trost gestattete das Volk dem Dogen, seinen drittgeborenen Sohn Otto zum Mitdogen zu erheben, obwohl dieser erst 14 Jahre zählte. Doch war er mit denjenigen Eigenschaften ausgestattet, darin folgt Zanotto ‚den Chronisten‘, insbesondere Sanudo, die man zur Staatslenkung brauchte: „Saggio, prudente, giusto, pio, bello del corpo e dovizioso“. Er nahm „Elena“ zur Frau, Tochter des ungarischen Königs Geiza und Schwester Stephans I. Dandolo lobt sie als „castissima“ und von nicht geringerer Tugend als ihr Bruder (der heiliggesprochen wurde). Zanotto behauptet, Ottone habe die Decime geregelt, die die Bürger für die öffentlichen Aufgaben bezahlten, und die von den Vorgängern und den Gastalden zweckentfremdet worden waren („alterati“). Im achten Jahr musste der Doge gegen Pietro, den Bischof von Adria vorgehen, der in die Gebiete von Loredo und Fossone eingedrungen war. Ottone vertrieb ‚die Feinde‘, verwüstete ihr Land und zwang den Bischof und seine Prälaten um Verzeihung in Rialto zu bitten. Dazu wurde die besagte Urkunde vom 7. Juni 1016 ausgestellt. Dann ging er gegen die „Slavi-Croati“ vor, die sich bereits Zaras bemächtigt hatten. Nach dem Sieg sah sich der Doge mit dem Neid einiger Familien konfrontiert, die einen großen Teil des Volkes gegen die übermächtigen Orseoli aufstachelten. Das Volk, immer ‚leichtgläubig weil unwissend‘ („credulo perchè ignorante“), und ‚wankelmütig wie die See‘ wollte den Dogen stürzen, der jedoch zusammen mit seinem Bruder Orso nach Istrien floh. Auch Poppo von Aquileia intrigierte demnach gegen Orso, besetzte Grado, dabei vorgebend, er wolle sich nur um eine im Stich gelassene Herde kümmern. Kaum in die Stadt gelassen, ließ er diese plündern und habe dabei keinerlei Verbrechen gescheut. Ob die Venezianer das Unrecht erkannten, oder ob Freunde der Orseoli es bekannt machten, die Venezianer bedauerten die Vertreibung und holten die Brüder aus Istrien zurück. Diese nahmen die Aufgabe wahr, Poppo zu bestrafen und Grado zurückzuerobern. Die Besatzung zog ab, die Stadt wurde befestigt. Doch Hass, Neid, der schlechte Geist der den Orseoli feindlichen Familien habe zwei Jahre später eine ‚neue Revolte‘ hervorgebracht. Dafür habe wiederum der Streit um den Bischofsstuhl von Torcello den Vorwand abgegeben, wie Zanotto behauptet. „Stimolati“ von den Flabanici unter ihrem Oberhaupt Domenico, ‚ein Mann zu jedem Delikt bereit‘, ließ sich das Volk unter Führung der Gradenighi zum Sturz des Dogen bereden. Ottone wurde geschoren und nach Konstantinopel verbannt, Orso floh. Der Doge galt dem Verfasser als Beispiel dafür, dass ein Staatslenker mit guten Eigenschaften durch ungerechte Revolten des Volkes gestürzt werden könne, wenn dieses, gegen das evangelische Diktat, sich zum Richter über seine Regierenden aufschwinge.
Heinrich Kretschmayr meint, während der erste und dritte Sohn, Johannes und Otto, zu Mitdogen erhoben wurden, nämlich 1002 bzw. 1008, wurden der zweite und der vierte Sohn, Orso und Vitale, zu Patriarchen von Grado. Damit habe die Familie die beiden wichtigsten Ebenen der venezianischen Politik beherrscht. Außenpolitisch bezeugen die Ehen der Brüder Johannes und Otto – mit der Byzantinerin Maria und der Schwester König Stephans von Ungarn, die zugleich Schwägerin Kaiser Heinrichs II. war –, dass Venedig für kurze Zeit auf der gleichen Ebene agierte, wie die beiden Kaiserreiche. König Otto, der auf dem Weg zur Kaiserkrönung nach Rom war, hob Pietro-Ottone, aus der Taufe. Auf seinem zweiten Romzug wurde der junge Kaiser im Januar 998 von seinem Patenkind, unter dem Schutz einer Flotte, in Ferrara begrüßt. Schließlich wollte der Kaiser den Dogen persönlich kennenlernen, woraufhin es zum geheimen Aufenthalt des Kaisers in Venedig kam, der am 13. April 1001 begann. Wieder hob er ein Kind des Dogen aus der Taufe, diesmal eine Tochter – für Kretschmayr eine reine „Stimmungsseligkeit“ aus „Liebe zum Freunde und zum heiligen Markus“ (S. 134). „Fast keine der gewonnenen Eroberungen war dauernd erworben. Die zuerst im 14. Jahrhundert für diese Zeit gemeldete Einsetzung venezianischer Statthalter in den Hauptstädten Dalmatiens ist abzuweisen, so begierig sie auch von den späteren Chronisten nachgeschrieben worden ist.“ Der byzantinische Prior von Zara blieb zugleich der Dux von Dalmatien, an der Spitze der städtischen Hierarchie standen weiterhin Prioren, die Bischöfe und die dominierenden Familien behielten ihre unscharf abgegrenzten Rechte. Ab Mitte des 11. Jahrhunderts beanspruchte zudem Ungarn die Oberherrschaft. Selbst auf den Inseln Arbe, Veglia und Ossero-Cherso, wo Venedig sich neben Istrien noch am ehesten politisch dauerhaft durchsetzen konnte, musste der Dogensohn 1018 noch seine Herrschaft erzwingen. Für Kretschmayr war es Poppos Ehrgeiz, sich das gesamte Patriarchat Grado einschließlich seiner Suffraganbistümer zu unterstellen, der den umfassenden folgenden Konflikt auslöste. Doch weder beim Papst noch bei seinem Oberherrn fand er „Unterstützung oder auch nur Verständnis“. „Während der Regierung des Dogen Otto muss eine starke Opposition gegen die Orseoler sich herausgebildet haben, von deren Werden und Wachsen freilich nichts verlautet.“ Sie zwang Ottone und Orso zur Flucht, was nach Kretschmayr nur einen Widerhall der Thronwechsel des Jahres 1024 im Reich und in Rom darstellte. Poppo setzte sich noch im Herbst 1024 listig in den Besitz von Grado „und hauste furchtbar in der wehrlosen Stadt“ (S. 145). Der neue Papst, „simonistisch emporgekommen“, erkannte Poppos Rechte, wenn auch unter Vorbehalt, an. Die „revolutionäre Partei erkannte mit Schrecken, wessen Interesse ihre Erhebung gegen das ruhmreiche Herrscherhaus gefördert hatte.“ Die Brüder, „zurückberufen oder nicht“, eroberten im Oktober/November 1024 Grado zurück. Noch im Dezember widerrief der Papst die Anerkennung der Rechte Aquileias. – Doch im März 1026 erschien Konrad II. in Italien, wurde zu Ostern 1027 zum Kaiser gekrönt. „Ihm galten die Venezianer für Rebellen, die widerrechtlich Grado gegen Kaiser und Reich besetzt hielten“. „Man musste sie unterwerfen“, stellt Kretschmayr lakonisch fest. Konrad sei gewillt gewesen, den Versuch Ottos II. zu wiederholen, und der venezianischen Unabhängigkeit ein Ende zu setzen (S. 146). Schon im Frühjahr 1026 hatte Konrad die Bestätigung der venezianischen Privilegien verweigert. „Vertrieben oder aus eigenem Entschluss fliehend enteilte Otto an den Hof Romanos' III. nach Konstantinopel.“ Ein „farb- und harmloser Verlegenheitskandidat“, nämlich „Pietro oder Domenico Centranico oder Barbolano“ wurde statt des Führers der Opposition zum Dogen gewählt. Ottone wurde zwar zurückgerufen, während sein Bruder Orso das Amt des Dogen übernahm, doch sei er, kaum 37-jährig, in Konstantinopel gestorben (S. 148). „Orsos Verweserschaft erlosch von selbst“, glaubt Kretschmayr.
Weder die Debatte zwischen Gfrörer und Pinton, noch die zurückhaltendere Interpretation Ketschmayrs setzte sich in allgemeineren Darstellungen durch. So richtete sich die Opposition gegen die Orseolo vor allem gegen Macht und Reichtum der Familie, wie etwa die Ausgaben der Encyclopædia Britannica von 1911 und 1926 behaupteten: „the growing wealth and influence soon filled the Venetians with alarm“.
Für John Julius Norwich war Otto in seiner History of Venice, die zwischen 1977 und 2011 immer wieder aufgelegt wurde, „the youngest Doge in Venetian history“. Dabei folgt er dem Lob Dandolos über den vorzüglichen Charakter des 16-Jährigen. Nach Norwich habe er „indeed inherited many of his father's characteristics, among them his taste for splendour and his love of power“. Mit Erfahrungen an beiden Kaiserhöfen ausgestattet brachte ihm die Ehe mit der besagten Ungarin „still more lustre to his position“. Die Besetzung der Bischofsstühle mit seinen Familienangehörigen kommentiert der Autor mit: „He should have known better.“ Gegen sein Vorhaben, eine Erblichkeit des Dogenamts durchzusetzen, formte sich eine Opposition. Die ersten dunklen Wolken, so Norwich, tauchten 1019 mit der Ernennung Poppos auf. Folgt man dem Autor, so flohen Orso und Ottone 1022–23 nach Istrien. Nach ihm begann Poppo jedoch den Bogen zu überspannen, als er „systematically“ Kirchen und Klöster ausraubte. Die zurückkehrenden Brüder vertrieben „Poppo and his followers with surprisingly little fuss“ (Poppo war nach Dandolo nicht mehr in Grado), eine Synode wies 1024 Poppos Ansprüche zurück. Hätte der Doge nur „a modicum of sensitivity to popular opinion“ gezeigt, wären die Orseoli vielleicht an der Macht geblieben. Doch Ottos Ehrgeiz war, wie immer, zu stark für ihn, wie Norwich behauptet. Wie er knapp anmerkt, habe „a further scandal over Church appointments“ zum bekannten Sturz des Dogen geführt. Er habe – „seized, shorn of his beard“ – den Rest seines Lebens in Konstantinopel verbracht.